# Сумптуарні закони

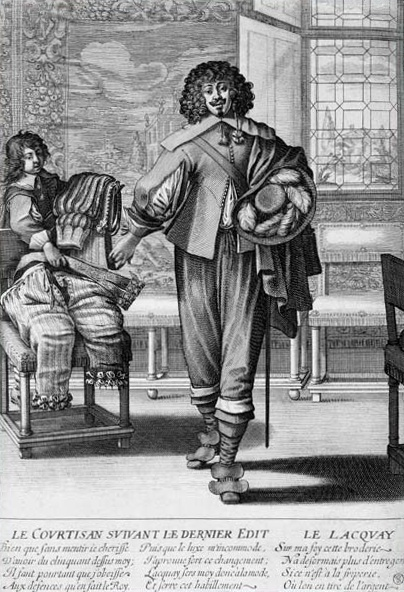
Le Courtisan suivant le Dernier Édit Абрагам Боссе зображує французького придворного, що зняв свої мережива, надягнувши просте вбрання відповідно до Указу 1633.

Сумптуарні закони (з лат. sumptuariae leges) — закони, що регулюють споживацькі звички. Юридичний словник Блека пояснює їх так «Закони створені з метою стримування розкоші або екстравагантності, зокрема, проти надмірних витрат на одяг, продукти харчування, меблі тощо»" Зазвичай, це були закони, які регулювали і традиційну соціальну стратифікацію, і мораль, шляхом введення обмежень на одяг, їжу, та предмети розкоші.

## Класичний світ

### Стародавній Рим
- Закон Клавдія (lex Claudia de nave senatorum) 218 року до н. е.
- Закон Оппія (lex Oppia) 215 року до н. е.
- Закон про подарунки та винагороди (lex Cincia de donationibus) 204 року до н. е.
- Закони про обмеження витрат на бенкети — закон Гая Орхідія 181 року до н. е., Фанніїв закон 161 року до н. е., закон Публія Ліцинія Красса Муціана 131 року до н. е.[2].